# Ernest Reeves Sohns
Ernest Reeves Sohns (3 de octubre de 1917 — 2001) es un botánico, agrostólogo estadounidense.
Se especializó en gramíneas. Fue investigador funcionario de la "Oficina del Servicio de Información Científica", National Science Foundation.

## Algunas obras
- 1949. The Floral Morphology of Cenchrus, Pennisetum, Setaria and Ixophorus. Indiana University
- 1952. Plant embriology. J Hered. 1952; 43: 17-18
- 1953. Chaboissaea ligulata Fourn.: A Mexican grass. Journ. Wash. Acad. Sci.
- 1953. Floral morphology of Ixophorus unisetus. J Wash Acad Sci
- 1953. Grasses of Wisconsin. The Taxonomy, Ecology, and Distribution of the Gramineae Growing in the State Without Cultivation. The Quarterly Review of Biology, Vol. 28, N.º 1, 63. Mar.
- 1954. Setaria: fascicle organization in four species. Journal of the Washington Academy of Sciences
- 1955.  Cenchrus and Pennisetum: fascicle morphology. Journal of the Washington Academy of Sciences
- 1955. Plants collected in Ecuador by W. H. Camp gramineae. New York. The New York Botanical Garden. 1955. 233 pp. Serie : Memoirs of the New York Botanical Garden
- 1956. The genus Hilaria (Gramineae). Journ. Wash. Acad. Sci.

- La abreviatura «Sohns» se emplea para indicar a Ernest Reeves Sohns como autoridad en la descripción y clasificación científica de los vegetales.[1]

## Honores

### Eponimia
Género botánico
- (Poaceae) Sohnsia Airy Shaw[2]